# Лепеха, Вячеслав Борисович
Вячеслав Борисович Лепеха (род. 20 марта 1961, Киев) — советский и украинский хоккеист, защитник. Тренер.

## Биография
Воспитанник киевского хоккея. Непродолжительное время выступал за команду низших лиг первенства СССР «Сокол» Киев (1977/78), «Машиностроитель» Киев (1979/80 — 1980/81), «Химик» Днепродзержинск (1981/82), СКА МВО Москва (1982/83).
Серебряный призёр юниорского чемпионата Европы 1978 года.
В сезоне 2002/03 провёл 4 матча в составе бронзового призёра чемпионата Украины АТЭК Киев.
Главный тренер команды высшей лиги Белоруссии «Витебск-2» (2003/04). Тренер в киевской школе «Льдинка».